# 八兩金 (電視劇)
《八両金》 是2005年民視週六、日十點檔連續劇。於2005年1月6日舉行開鏡記者會，12月31日殺青。11月18日舉行試片記者會，11月19日起於民視首播。

## 播出時間
| 頻道 | 所在地 | 播放日期                     | 播出時間 | 備註 |
| ---- | ------ | ---------------------------- | -------- | ---- |
| 民視 | 臺灣   | 2005年11月19日至2006年1月3日 |          |      |

## 演員陣容

### 主要角色
| 演員   | 角色   | 介紹 |
| 陳美鳳 | 楊碧芳 | 楊家茶園獨生女，家破人亡後死裏逃生，二十年間在海外流離輾轉的生活，目睹洋人發跡的過程，立誓要讓華人也走上經商致富之道，帶著尋親，復仇的目的重回臺灣，輔助李連生成為臺灣第一商人 |
| 施易男 | 李連生 | 為了尋找失蹤的父親來到臺灣，捲入了陳林兩家生意上的鬥爭中，從經營茶葉展現了其從商之道，最後成為臺灣第一商人。為人耿直，一生可用“信義”兩字概括。情感周旋於金鳳與秋霞之間         |
| 謝承均 | 陳振鋒 | 茶商陳波長子，個性衝動不羈，極力在父親面前求表現，卻不得其法，對連生有“喻亮情結”                                                                                               |
| 六月   | 陳秋霞 | 茶商陳波的女兒，對連生慧眼獨具，一見情深。不管李連生興衰起落，始終不離不棄。身世多變（火獅玉姍親生女兒），飽受衝擊，最後是連生的真情打動她                                     |
| 秦楊   | 林金龍 | 父親林火獅是雄霸坪林的大茶商，也養成他文武雙全，充滿霸氣的個性，對母親至孝， 當知道自己的身世後（碧芳高峻之子），性格大變，覬覦秋霞                                            |
| 邱琦雯 | 林金鳳 | 林家女兒。個性率直，敢愛敢恨。發現連生和秋霞相愛，她也沒有放棄，默默守候。無論愛情還是對家族，都是一個“忠”字                                                                   |
|        | 林火獅 | 海盜出身、好勇鬥狠、為富不仁、心胸狹窄，為奪茶王不惜滅楊家滿門。後因不能體認環境變遷，終致家道中落，晚景淒涼                                                                   |

### 其他角色
- 金玉嵐 飾 陳玉珊
- 林在培 飾 陳　波
- 趙永馨 飾 黃嫣紅
- 劉香慈 飾 林金鸞
- 王　燦 飾 王順益
- 邱秀敏 飾 阿好嬸
- 鄭平君 飾 雷　彪
- 張懷媗 飾 阿　菊
- 羅巧倫 飾 阿　桃
- 龍　隆 飾 李茂源
- 李秉樺 飾 吳倫吉
- 莊奕勳 飾 茶　商
- 元　六 飾 周子良
- 林景立 飾 茶　商
- 勾　峰 飾 楊進財
- 翁順興 飾 茶　農
- 李冠廷 飾 茶　農
- 孫隆文 飾 手　下
- 孫小明 飾 手　下
- 左一成 飾 方理事
- 畢志綱 飾 大　夫

### 特別客串
- 張晨光 飾 高　峻

## 主題曲

### 片頭曲
| 順序 | 歌曲名稱 | 作詞   | 作曲   | 主唱     | 播出期間                     | 播出集數      |
| 1    | 交代     | 郭之儀 | 郭之儀 | 秀蘭瑪雅 | 2005年11月19日－2006年1月3日 | 第1集～第29集 |

### 片尾曲
| 順序 | 歌曲名稱 | 作詞   | 作曲   | 主唱 | 播出期間                     | 播出集數      |
| 1    | 寄望     | 陳坤明 | 陳坤明 | 洪玲 | 2005年11月19日－2006年1月3日 | 第1集～第29集 |

## 外部連結
- 民視《八両金》官方網站 （页面存档备份，存于）
- YouTube上的八両金播放列表

## 電視節目的的變遷
| 中華民國 民視無線台 週六、日十點檔連續劇   | 中華民國 民視無線台 週六、日十點檔連續劇 | 中華民國 民視無線台 週六、日十點檔連續劇 |
| ------------------------------------------ | ---------------------------------------- | ---------------------------------------- |
|                                            | 八両金 （2005年11月19日－2006年1月3日）  |                                          |
| 美麗人生 （2005年9月11日－2005年11月13日） | 待查                                     |                                          |